# Waddah
Le Waddah ou Al-Waddah est une race de dromadaire originaire d'Arabie saoudite.

## Description
Le Waddah est un dromadaire originaire des régions désertiques du nord de l'Arabie saoudite. Reconnaissable à son pelage entièrement blanc, c'est une race d'assez grande taille, atteignant les 190 cm au garrot et ayant un long cou. La chamelle pèse autour de 550 kg, tandis que le mâle dépasse les 600 kg.
Waddah est son nom le plus courant mais il peut être trouvé sous de nombreuses graphies comme Wadah ou Wadha. Il est aussi appelé Maghatir, du mot magātir signifiant « chameaux blancs »,.

## Élevage
C'est une race ayant un bon potentiel pour la production laitière.
Appartenant aux races dites « de couleurs » ou Mezayen, elle est très présente aux concours de beauté lors de festivals, tout comme la Majahim,. Mais sa couleur semble la rendre plus sensible aux trypanosomes, car elle attire plus facilement les Glossina, mouches vectrices de ces parasites.

## État des populations
Des études génétiques sur les différentes races du pays ont permis de distinguer trois groupes principaux. Le Waddah fait partie du groupe des races du nord avec le Sofor et l'Homor.
La population cameline (toutes races confondues) est en augmentation depuis les années 1960 dans tout le pays.